# Kościół Wniebowzięcia Najświętszej Maryi Panny w Opinogórze Górnej
Kościół Wniebowzięcia Najświętszej Maryi Panny – rzymskokatolicki kościół parafialny należący do parafii św. Zygmunta w Opinogórze Górnej w dekanacie ciechanowskim wschodnim diecezji płockiej.

## Historia
Prace budowlane rozpoczęły się w 1874 roku. Zakończone zostały w 1877 roku. Głównym fundatorem budowy była Róża z Potockich Krasińska – żona Władysława, syna Zygmunta Krasińskiego. Kościół został zaprojektowany przez warszawskiego architekta, Wincentego Rakiewicza. Jest to budowla reprezentująca styl neoklasycystyczny, jednonawowa, wzniesiona na planie prostokąta. Fasada jest poprzedzona portykiem czterokolumnowym z trójkątnym szczytem.

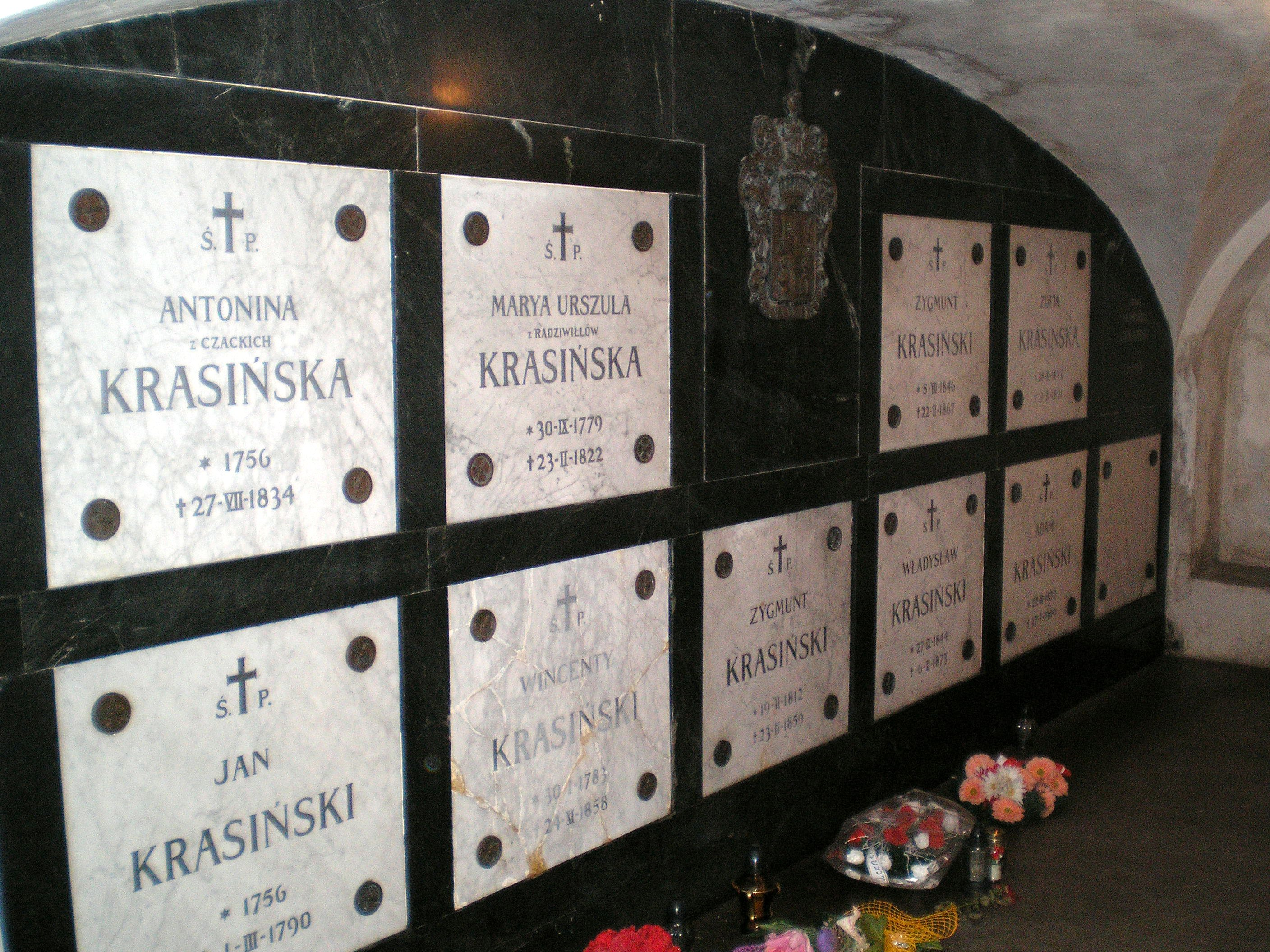
Krypta Krasińskich

Pod świątynią jest umieszczona dolna kaplica, w której w 1822 roku została pochowana matka Zygmunta Krasińskiego, Maria Urszula z Radziwiłłów Krasińska. Zejście do podziemnej kaplicy jest umieszczone na tyłach świątyni i prowadzi przez żelazną ciężką bramę ozdobioną herbem Krasińskich. Jednym z interesujących zabytków zachowanych do dziś w świątyni jest pomnik Marii Urszuli z Radziwiłłów Krasińskiej, znakomite dzieło wykonane przez Luigi Pampalloniego w 1841 roku. Jest na nim przedstawiona scena śmierci matki poety. Przy łożu umierającej klęczy syn, na którego głowie spoczywa ręka matki. Z lewej i prawej strony tumby znajdują się płaskorzeźbione lekyty, m.in. prostokątna płycina z łacińskim napisem, podtrzymywana przez anioły z symbolami wiary i nadziei. Takie przedstawienie zaproponował Pampalloniemu sam Zygmunt Krasiński. Jest ono nawiązaniem do sceny matki z Orciem z Nie-Boskiej Komedii. Płaskorzeźba została zamówiona u rzeźbiarza przez Wincentego Krasińskiego, w czasie jego pobytu we Florencji. W świątyni jest umieszczone również epitafium Amelii z Bronikowskich Załuskiej (kuzynki i pierwszej miłości Zygmunta Krasińskiego), wykonane w 1899 roku przez znakomitego artystę Konstantego Laszczkę. Epitafium jest płaskorzeźbioną w białym marmurze postacią kobiety trzymającej skierowaną ku dołowi pochodnię. Bardzo ciekawa jest także rzeźba umieszczona na bocznej ścianie po prawej stronie głównego ołtarza. Wykonana została z szarego marmuru i jest epitafium synów poety, przedstawionych w scenie apoteozy krzyża. Rzeźba została wykonana przez włoskiego artystę Julesa Franceschiego. Ciekawym elementem wyposażenia wnętrza świątyni jest również ambona z XVIII wieku, przywieziona razem z ołtarzem głównym do Opinogóry Górnej po kasacji świątyni w Kodniu, zamienionego w czasie zaborów w cerkiew. W dwudziestoleciu międzywojennym ołtarz powrócił do Kodnia, z kolei ambona została do dziś w parafii w Opinogórze Górnej. Obecnie na południowej ścianie wnętrza świątyni są umieszczone marmurowe płyty upamiętniające osoby związane z Opinogórą Górną, które zginęły w czasie II wojny światowej. Jedna jest poświęcona zamordowanemu w Dachau księdzu Teodozjuszowi Brudnickiemu, druga Romanowi Konwerskiemu, który odmówił wykonania wyroku śmierci przez powieszenie na więźniach polskich w czasie egzekucji na zamku w Ciechanowie, za co poniósł śmierć w obozie w Mauthausen-Gusen, oraz trzecia poświęcona Edwardowi Krasińskiemu, ostatniemu ordynatowi opinogórskiemu, który został zamordowany w obozie w Dachau w 1940 roku. Ścianę „pamięci narodowej” zamyka marmurowy ołtarz ofiarowany przez Jana Dziedzica, który w czasie II wojny światowej walczył jako lotnik w polskim dywizjonie w Anglii.